# Mastigophora tuberculata
Mastigophora tuberculata là một loài Rêu trong họ Lepicoleaceae. Loài này được D.H. Mill. & H.A. Mill. mô tả khoa học đầu tiên năm 1994.